# 趙樅
润国公趙枞（1123年—？），宋朝宗室。 
宋朝第八代皇帝宋徽宗赵佶的第三十一子，生年在1123年，生母不详。宣和七年五月十一壬午（1125年6月14日），宋徽宗封子赵枞为润国公。随后靖康之变爆发，趙枞等宋徽宗几个幼子都没有来得及封王爵。